# Syndikalisme
Syndikalisme er en strømning inden for arbejderbevægelsen, der søger at opnå socialisme via faglig og økonomisk kamp frem for parlamentarisk politik. Syndikalisme er i højere grad en kampform end en ideologi, men forudsætter af sin natur en bestemt analyse og kritik af de nuværende samfundsforhold og kampformer til omvæltning af disse. Betegnelsen er afledt af syndicat, som er det franske ord for "fagforening", hvilket afspejler, at syndikalister regner arbejdernes faglige og økonomiske sammenslutninger – snarere end de parlamentarisk-politiske sammenslutninger (dvs. partierne) – som arbejderklassens primære kamporganer. I modsætning til parlamentarisk orienterede marxister mener syndikalister ikke, at man skaber revolutionen gennem det, man populært kalder "proletariatets diktatur", altså arbejderpartiets overtagelse af statsapparatet og produktionsmidlerne med det mål at skabe et kommunistisk samfund. Derimod mener de, at arbejderklassen må gennemtvinge sine krav over for sine modstandere og udbyttere, kapitalisterne, ved at bruge de midler, arbejderbevægelsen har for hånden. Det vil sige strejker, herunder generalstrejke, boykot, blokade, sabotage osv. – midler, der samles under begrebet direkte aktion. Syndikalister afviser dermed at skaffe sig magt gennem brug af statsapparatet og gennem partidannelser. 
De syndikalistiske fagforbund kan omfatte alle, der sælger deres arbejdskraft, men også selvstændige arbejdere, såsom landmænd, der selv har en landbrugsproduktion uden at købe andres arbejdskraft, og studerende. 
Syndikalister gør også alt for at undgå en bureaukratisk fagforening, som er den gældende struktur i den danske fagbevægelse. De syndikalistiske fagforeninger er selvorganiserede, således arbejder alle frivilligt og i fritiden med det administrative arbejde i fagforeningen.

## Syndikalisme udenfor Danmark
I mange andre lande er der større tradition for syndikalisme end i Danmark. Således har f.eks. Spanien og Frankrig stærke syndikalistiske fagforbund som fx Confederación Nacional del Trabajo og Confédération Nationale du Travail (CNT). De er begge organiseret i det internationale fagforbund af syndikalistiske fagforeninger (IWA), der også tæller både de svenske og tyske syndikalistiske fagforbund og adskillige uden for Europa. I Spanien opnåede CNT stor styrke gennem 1920'erne og 30'erne, men da borgerkrigen brød ud i Spanien i 1936 efter at general Francos tropper kom fra Marokko og til Spanien for at overtage magten, måtte de se sig som tabere af krigen, hvorefter Spanien havde et fascistisk styre frem til 1975. I Franco-tiden undertryktes særligt CNT. Men endnu i dag er syndikalismen en betydelig kraft i den spanske arbejderbevægelse – særligt i Catalonien og Baskerlandet.

## Syndikalisme i Danmark
Syndikalismen i Danmark er i dag ikke synligt eksisterende som selvstændig bevægelse i arbejderbevægelsen, der domineres af den socialdemokratiske ideologi. Dette skyldes bl.a., at de danske syndikalister ikke ønsker at splitte den traditionsrige danske fagbevægelse.
Men i starten af det 20. århundrede nød den syndikalistiske bevægelse en stor fremgang i Danmark som i andre europæiske lande. Efter at Septemberforliget var blevet indgået mellem De Samvirkende Fagforbund (nu LO) og arbejdsgiverne i Dansk Arbejdsgiverforening (DA) i september 1899 efter Storlockouten i 1899, var utilfredsheden stor i dele af den danske fagbevægelse. Man mente, at DsF's forhandlere havde accepteret alt for mange af DA's krav. Nogle arbejdere var særligt utilfredse med fredspligten, konfliktløsningssystemet og arbejdsgivernes ledelsesret, der ville svække arbejdernes faglige kamp.
Derfor oprettedes i 1910 Fagoppositionens Sammenslutning, hvis mest markante figurer var  Christian Christensen og (fra 1919-1921) Marie Nielsen. Tilslutningen til Fagoppositionens Sammenslutning var relativt stor i det efterfølgende årti. Dette skyldtes bl.a. stor arbejdsløshed i visse fag og udbruddet af 1. verdenskrig. Syndikalisterne engagerede sig ikke kun i den direkte faglige kamp, hvor deres indflydelse ikke var så stor, men også i den sociale og kulturelle kamp. Bl.a. kæmpede de mod kvindeundertrykkelse, for bedre boligforhold og mod militarismen, der gik som en bølge over Europa under 1. verdenskrig. Det var også syndikalisterne, der var den største faktor i mobiliseringen til den direkte aktion og Stormen på Børsen i 1918.
Efter et højdepunkt i 1918-1920, taber FS dog efterhånden terræn til det nye Danmarks Kommunistiske Parti, som især efter den russiske revolution oplever stor tilslutning. I foråret 1921 danner FS og DKP sammen Danmarks Kommunistiske Føderation, hvorunder FS hurtigt svinder ind til fordel for DKP.
Presset på Fagoppositionens Sammenslutning havde i øvrigt også internt i fagbevægelsen altid været stort. Således blev det vedtaget af Socialdemokratiet på deres kongres i 1913, og senere støttet af De Samvirkende Fagforbund, at der skulle gøres alt for at bekæmpe den syndikalistiske bevægelses fremgang.
At arbejderne i Danmark aldrig blev radikaliserede, som det i højere grad skete i udlandet, skyldes mange faktorer. Bl.a. var industrialiseringen langsommere i Danmark end i udlandet, hvilket betød mindre grov udbytning og en spredning af arbejderne på mange mindre produktionssteder. Og da industrialiseringen endeligt slog igennem, havde Socialdemokratiet formået at opbygge sig en stor magtbase og havde fået overbevist mange arbejdere om den gradvise forbedring af deres forhold gennem den parlamentariske kamp.

## Anarkosyndikalisme
En hovedstrømning inden for syndikalismen er anarkosyndikalismen. Anarkosyndikalismen implementerer eksplicit anarkistiske idéer i syndikalismen og radikaliserer dermed også syndikalismen i forhold til andre ideologier. Når man siger, at syndikalisterne afviser brugen af det politiske system, så passer det kun delvist. Nogle medlemmer havde aktiviteter i politiske partier. Historisk set sad Spaniens CNT f.eks. i parlamentet en overgang, og for de danske syndikalisters vedkommende er det tydeligt, at flere har accepteret brugen af det politiske system, eftersom de gik over i DKP. Nogle syndikalister lægger bare hovedvægten af den revolutionære kamp på den faglige kamp og organisering.
Med anarkosyndikalismen afvises denne tankegang totalt. Her bruger man udelukkende direkte aktion til at opnå sine mål. Mange syndikalistiske fagforeninger kalder sig dog også anarkosyndikalistiske i dag.
En kendt person, der særligt i sine ungdomsår var aktiv anarkosyndikalist, var forfatteren Halfdan Rasmussen.